# Riserva naturale Feudo Ugni
La riserva naturale Feudo Ugni è un'area naturale protetta di 1563 ha, istituita nel 1981 e situata nei comuni di Palombaro e Pennapiedimonte, in provincia di Chieti.

## Descrizione
Posta a sud-est della riserva naturale Valle dell'Orfento I e a nord della riserva naturale Fara San Martino-Palombaro, con le quali confina, l'area protetta occupa una superficie di 1563 ha, pari a circa 16 km², con un dislivello che spazia dai 450 m s.l.m. del fiume Avello estendendosi a sud-ovest verso i 2676 m s.l.m. del monte Focalone, all'interno dei territori dei comuni di Palombaro e Pennapiedimonte, caratterizzata dalla presenza di diversi tipi di circhi glaciali, grotte, morene e rocce, situati lungo il suo territorio. I propri confini delimitano il monte Ugni, da cui il nome, a sua volta derivante dal latino omnium, che significa "di tutti": in età classica la montagna, infatti, venne occupata dai Romani e data in demanio a tutti gli abitanti del luogo; nel perimetro sono però comprese anche la cima delle Murelle e quella del Martellese a sud. Tra le caverne, vi sono la grotta dei Faggi e la grotta Nera (detta anche grotta dei Mammuccilli), dove sono state rinvenute tracce passate di vita antropica e nella quale vi sono tra le stalattiti e le stalagmiti particolari concrezioni plastiche molli fatte di una pasta organica naturale denominata "latte di luna" o "latte di monte". La progressiva variabilità altimetrica della riserva, unita alla derivante mutabilità del clima, annovera la presenza di cinque ambienti naturali diversi (centro-europeo, subatlantico, boreale, mediterraneo-altomontano e alpico), ognuno caratterizzato da un proprio spettro corologico delle varie specie vegetali che vi prosperano.

## Storia
La riserva è stata istituita con decreto ministeriale agricoltura e foreste del 15 settembre 1981 come riserva naturale statale orientata. Con la legge n. 394 del 1991 è stata inclusa nel territorio del parco nazionale della Maiella, collocata all'interno della zona A. Il 21 maggio 1992 è stata riconosciuta all'interno della direttiva habitat come «sito di importanza comunitaria».

## Flora
Data la sua estensione e il suo dislivello, la flora della riserva annovera numerose varietà di specie arboree, erbacee e floreali, così distribuite:
- ambiente centro-europeo (450-1200 m s.l.m.): abete bianco, acero d'Ungheria, carpino nero, corbezzolo, dafne laurella, erba trinità, fior di stecco, frassino maggiore, giglio martagone, giglio rosso, lampone, leccio, melo, olmo montano, ontano cordato, orchide pallida, orniello, pero, pino nero, pino silvestre, roverella, tiglio selvatico e valeriana rossa[8];
- ambiente subatlantico (1 200-1800 m s.l.m.): agrifoglio, asplenio scolopendrio, barba di capra, campanula spigata, cavolaccio alpino, dentaria a nove foglie, faggio, felce aculeata, lattuga montana, sambuco, scarpetta di Venere e tasso[9];
- ambiente boreale (1 800-2200 m s.l.m.): genziana delle nevi, genzianella di primavera, ginepro comune, ginepro nano, ginepro sabino, mirtillo nero, pigamo minore, pino mugo, piroletta pendula e piroletta soldanina[10];
- ambiente mediterraneo-altomontano (2 200-2400 m s.l.m.): camedrio alpino, cinquefoglia penzola, papavero alpino, primula orecchia d'orso e stella alpina dell'Appennino[11];
- ambiente alpico (2 400-2676 m s.l.m.): silene acaule[11].

## Fauna
Diversificata è la fauna, che comprende, per i grandi e i piccoli mammiferi, specie di arvicola delle nevi, camoscio appenninico, capriolo, cervo (questi ultimi due frutto di reintroduzioni), cinghiale, donnola, gatto selvatico, lupo appenninico, martora, orso bruno marsicano e puzzola, mentre gli uccelli, rapaci e non, sono presenti con 120 specie, tra cui esemplari di aquila reale, astore, ciuffolotto, codirosso, coturnice, crociere, falco pecchiaiolo, falco pellegrino, fringuello alpino, gracchio alpino, gracchio corallino, gufo reale, lanario, merlo dal collare (simbolo della riserva), passera scopaiola, picchio dorsobianco, piviere tortolino, sordone e sparviero. Tra i rettili, vi è la rara vipera dell'Orsini, presente negli anfratti rocciosi d'alta quota, mentre tra gli anfibi, vi sono la salamandra pezzata e l'ululone dal ventre giallo, che vivono presso gli ambienti umidi. Gli invertebrati sono rappresentati principalmente dalla Parnassius apollo, una rara specie di farfalla.